# Penstemon murrayanus
Penstemon murrayanus är en grobladsväxtart som beskrevs av William Jackson Hooker. Penstemon murrayanus ingår i släktet penstemoner, och familjen grobladsväxter. Inga underarter finns listade i Catalogue of Life.

## Bildgalleri

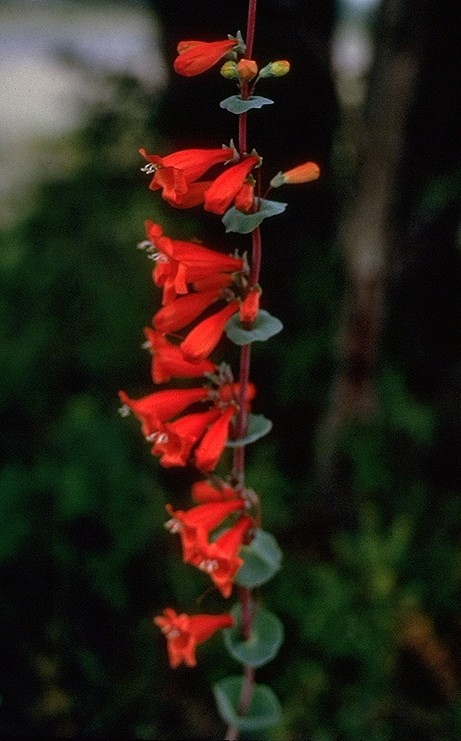